# Cuffies
Cuffies est une commune française située dans le département de l'Aisne en région Hauts-de-France.

## Géographie

### Localisation
Cuffies est un bourg de la banlieue de Soissons dans le Soissonnais, jouxtant par le nord la sous-préfecture de l'Aisne.
Elle se trouve dans l'aire d'attraction de Soissons, ainsi que dans son unité urbaine, sa zone d'emploi et son bassin de vie.

### Communes limitrophes
Les communes limitrophes sont  Chavigny, Crouy, Leury, Pasly et Soissons.

### Géologie et relief
La superficie de la commune est de 5,02 km2 ; son altitude varie de 39  à   155 mètres.

### Hydrographie

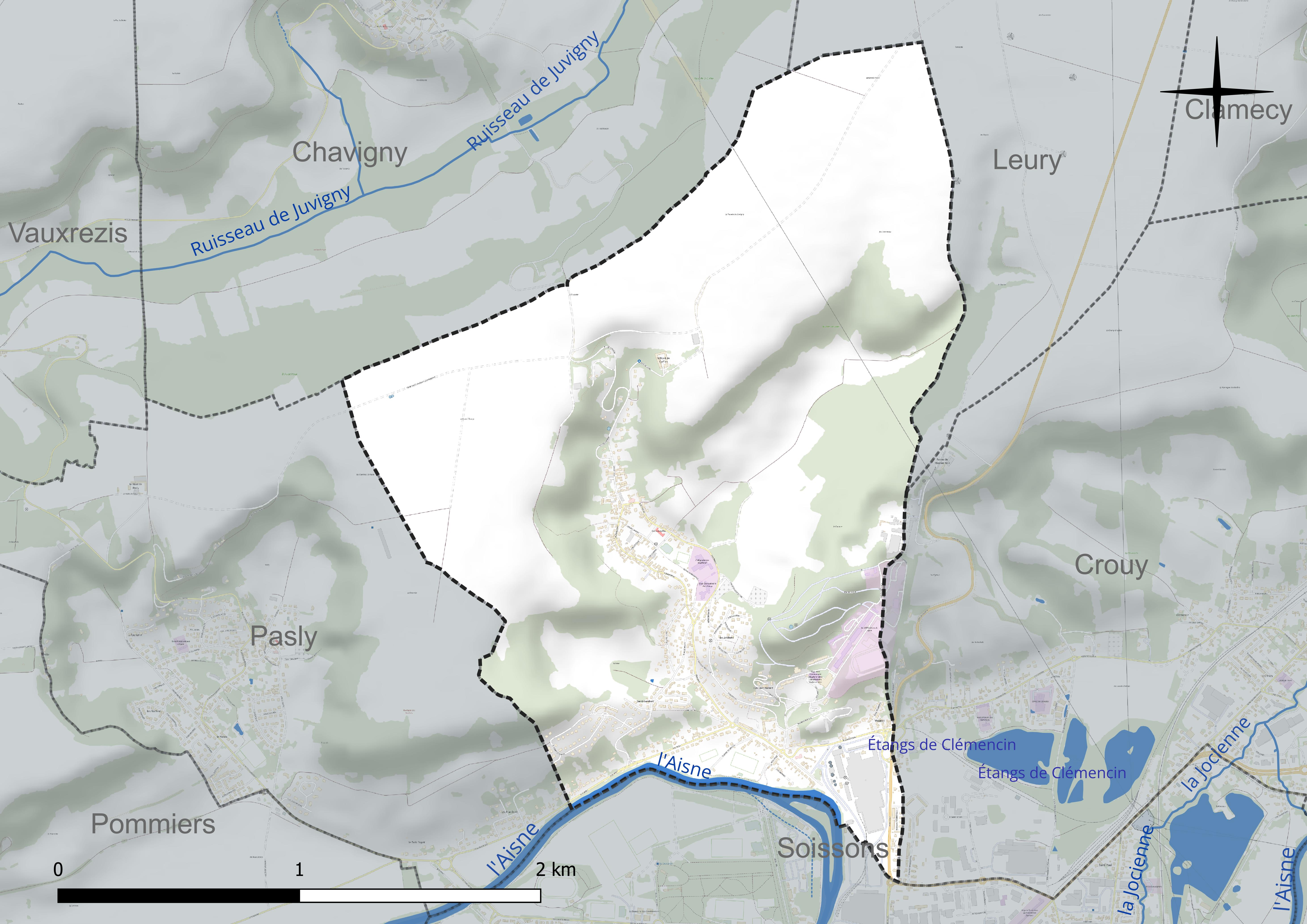
Réseau hydrographique de Cuffies.

La commune est située dans le bassin Seine-Normandie.
Son territoire est limité au sud par le lit de l'Aisne,.
L'Aisne est un  cours d'eau naturel navigable de 256 km de longueur, traversant les cinq départements Meuse, Marne, Ardennes, Aisne, Oise. Elle est un affluent de rive gauche de l'Oise, ce qui fait d'elle un sous-affluent de la Seine. Les caractéristiques hydrologiques de l'Aisne sont données par la station hydrologique située sur la commune de Soissons. Le débit moyen mensuel est de 59,8 m3/s. Le débit moyen journalier maximum est de 375 m3/s, atteint lors de la crue du 27 mars 2001. Le débit instantané maximal est quant à lui de 379 m3/s, atteint le même jour.

### Climat
Pour des articles plus généraux, voir Climat des Hauts-de-France et Climat de l'Aisne.
En 2010, le climat de la commune est de type climat océanique dégradé des plaines du Centre et du Nord, selon une étude du CNRS s'appuyant sur une série de données couvrant la période 1971-2000. En 2020, Météo-France publie une typologie des climats de la France métropolitaine dans laquelle la commune est exposée à un climat océanique altéré et est dans la région climatique Nord-est du bassin Parisien, caractérisée par un ensoleillement médiocre, une pluviométrie moyenne régulièrement répartie au cours de l'année et un hiver froid (3 °C).
Pour la période 1971-2000, la température annuelle moyenne est de 10,5 °C, avec une amplitude thermique annuelle de 15,1 °C. Le cumul annuel moyen de précipitations est de 719 mm, avec 11,5 jours de précipitations en janvier et 8,5 jours en juillet. Pour la période 1991-2020, la température moyenne annuelle observée sur la station météorologique la plus proche, située sur la commune de Braine à 17 km à vol d'oiseau, est de 11,3 °C et le cumul annuel moyen de précipitations est de 662,7 mm,. Pour l'avenir, les paramètres climatiques de la commune estimés pour 2050 selon différents scénarios d'émission de gaz à effet de serre sont consultables sur un site dédié publié par Météo-France en novembre 2022.

## Urbanisme

### Typologie
Au 1er janvier 2024, Cuffies est catégorisée ceinture urbaine, selon la nouvelle grille communale de densité à 7 niveaux définie par l'Insee en 2022.
Elle appartient à l'unité urbaine de Soissons, une agglomération intra-départementale dont elle est une commune de la banlieue,.
La commune fait partie de l'aire d'attraction de Soissons, dont elle est une commune de la couronne,. Cette aire, qui regroupe 92 communes, est catégorisée dans les aires de 50 000 à moins de 200 000 habitants,.

### Occupation des sols

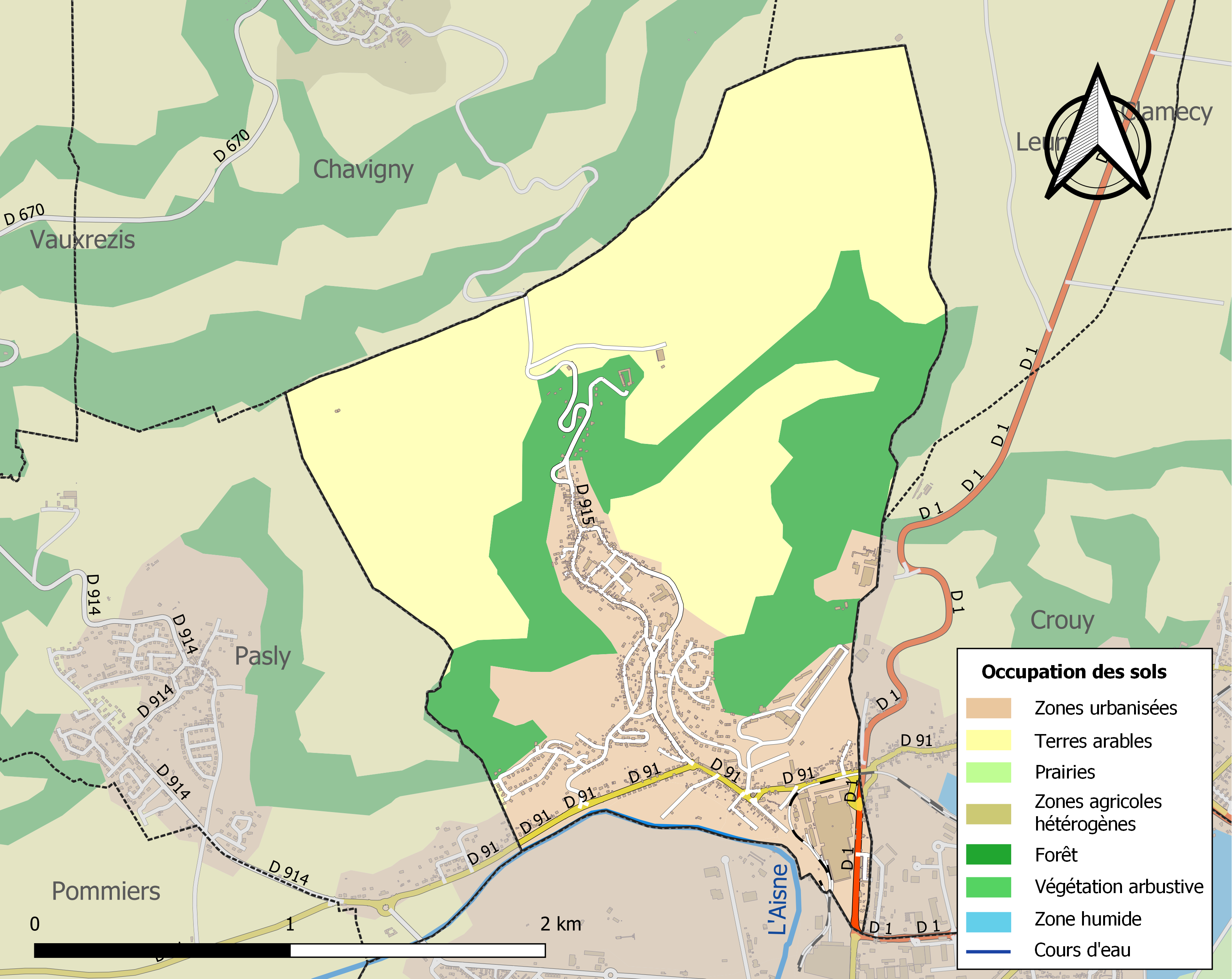
Carte des infrastructures et de l'occupation des sols de la commune en 2018 (CLC).

L'occupation des sols de la commune, telle qu'elle ressort de la base de données européenne d'occupation biophysique des sols Corine Land Cover (CLC), est marquée par l'importance des territoires agricoles (51,8 % en 2018), en diminution par rapport à 1990 (56,6 %).
a répartition détaillée en 2018 est la suivante : terres arables (51,8 %), forêts (23,3 %), zones urbanisées (20,6 %), zones industrielles ou commerciales et réseaux de communication (3 %), espaces verts artificialisés, non agricoles (1,3 %).
L'évolution de l'occupation des sols de la commune et de ses infrastructures peut être observée sur les différentes représentations cartographiques du territoire : la carte de Cassini (XVIIIe siècle), la carte d'état-major (1820-1866) et les cartes ou photos aériennes de l'IGN pour la période actuelle (1950 à aujourd'hui).

### Habitat et logement
En 2021, le nombre total de logements dans la commune était de 1 013, alors qu'il était de 989 en 2016 et de 931 en 2011.
Parmi ces logements, 89 % étaient des résidences principales, 2,7 % des résidences secondaires et 8,4 % des logements vacants. Ces logements étaient pour 61,7 % d'entre eux des maisons individuelles et pour 31,4 % des appartements.
Le tableau ci-dessous présente la typologie des logements à Cuffies en 2021 en comparaison avec celle de l'Aisne et de la France entière. Une caractéristique marquante du parc de logements est ainsi la faible proportion des résidences secondaires et logements occasionnels (2,7 %) par rapport au département (3,4 %) et à la France entière (9,7 %).
| Typologie                                               | Cuffies | Aisne | France entière |
| ------------------------------------------------------- | ------- | ----- | -------------- |
| Résidences principales (en %)                           | 89      | 86,7  | 82,2           |
| Résidences secondaires et logements occasionnels (en %) | 2,7     | 3,4   | 9,7            |
| Logements vacants (en %)                                | 8,4     | 9,9   | 8,1            |

### Voies de communication et transports
La RD 1 tangente par l'est le territoire communal  permet de rejoindre Soissons, ainsi que  Coucy-le-Château-Auffrique, Saint-Quentin ou encore Guise.
Cuffies est desservie par le réseau de transports urbains du Soissonnais TUS no 1 (IUT Cuffies - Gare - ,Chevreux - Presles) et no 3 (Cuffies - Coty - Centre Ville - Presles - Zone Commerciale - Vauxbuin Maisons rouges) ainsi que par des lignes de transport scolaire.

## Toponymie

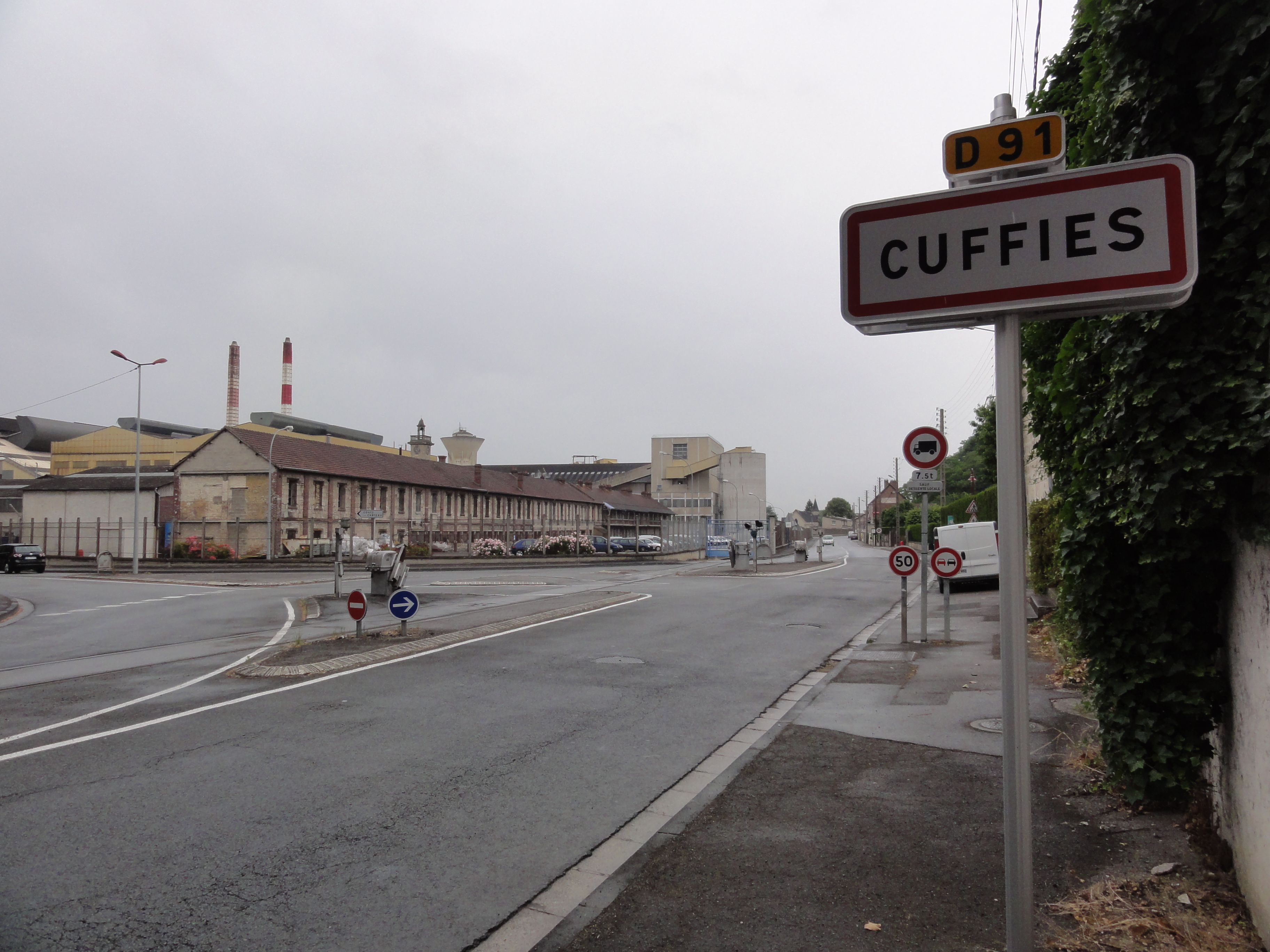
Entrée de Cuffies, au fond la verrerie de Vauxtot.

Le nom de la localité est attesté sous les formes Cupheies ; Cuphies (1232) ; Cufies (1235) ; Cuffiez (1366) ; Cuffyes (1479) ; Cuffies-au-Mares (1526) ; Cuffye (1571) ; Cuffie (1631) ; Cuffy (1711).
Le toponyme pourrait être issu du latin cuphia, signifiant « coiffe ».

## Histoire
La ville a vu passer de nombreuses invasions : Campagne de France de  Napoléon Ier, guerre de 1870-71, nombreuses batailles de 1914 à 1918 avec une destruction à 85 %, et 1944.

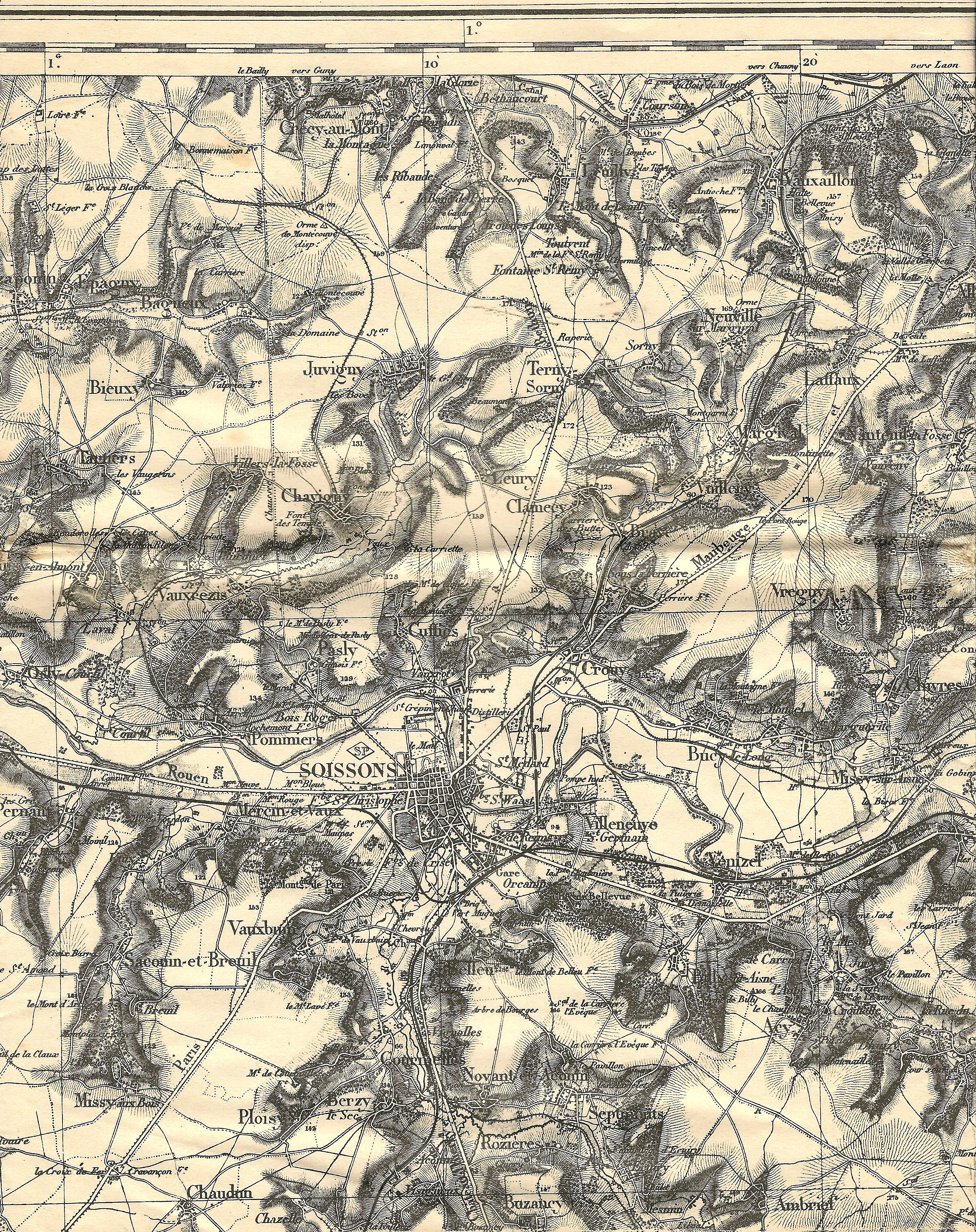
Carte d'Etat-major de Soissons et de ses environs, juste avant la Guerre 1914-1918.

### Époque contemporaine
La verrerie de Vauxrot, du groupe Saint-Gobain, a fait de Cuffies une ville de verriers qui habitaient la cité Saint-Antoine et avaient leur chapelle Saint-Laurent, dite chapelle de la verrerie, à Vauxrot.

#### Première Guerre mondiale
Le photographe Fernand Cuville fait un reportage en 1917 sur les ruines de la distillerie de Vauxrot propriété de Monsieur Beauchamp et de la verrerie  de la ville, ainsi que l'opérateur Théta du section photographique et cinématographique de l'armée.
Le village est considéré comme détruit à la fin de la guerre et a  été décoré de la Croix de guerre 1914-1918, le 21 octobre 1920.

Ruines de Cuffies vers 1918
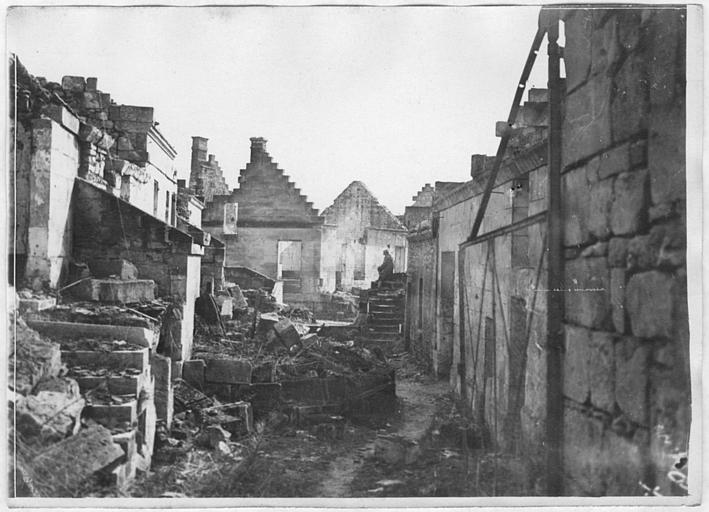
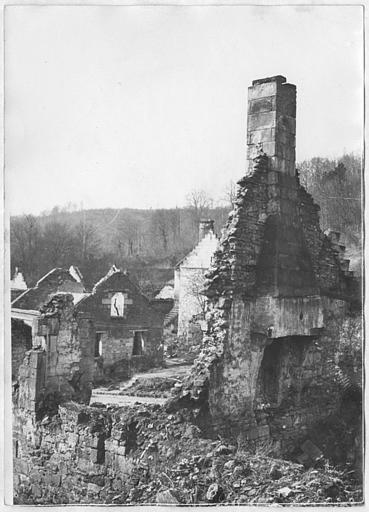

La verrerie a été vendue en juin 2015 par le groupe Saint-Gobain à un fonds d'investissement américain.

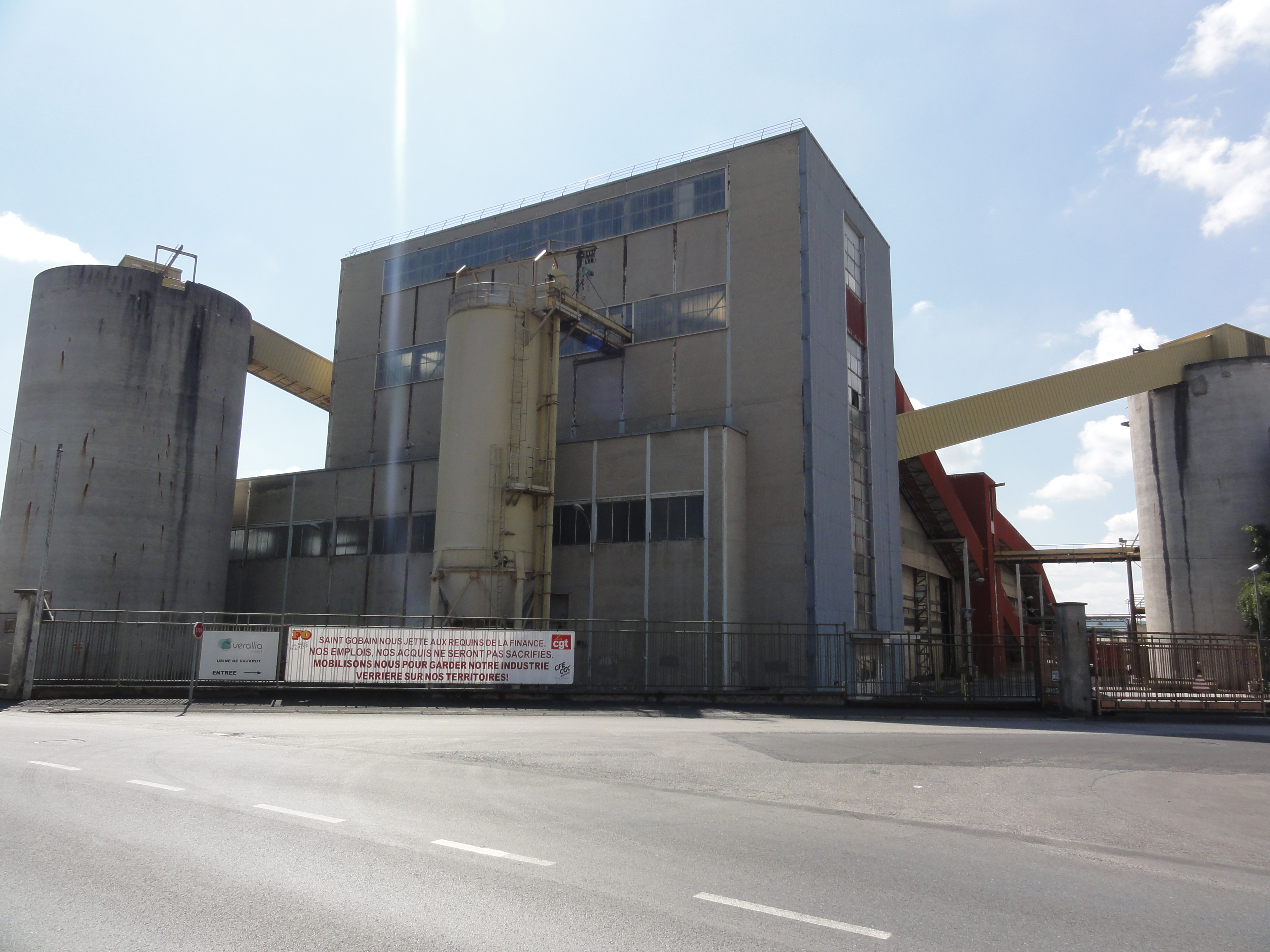
La verrerie de Vauxrot.
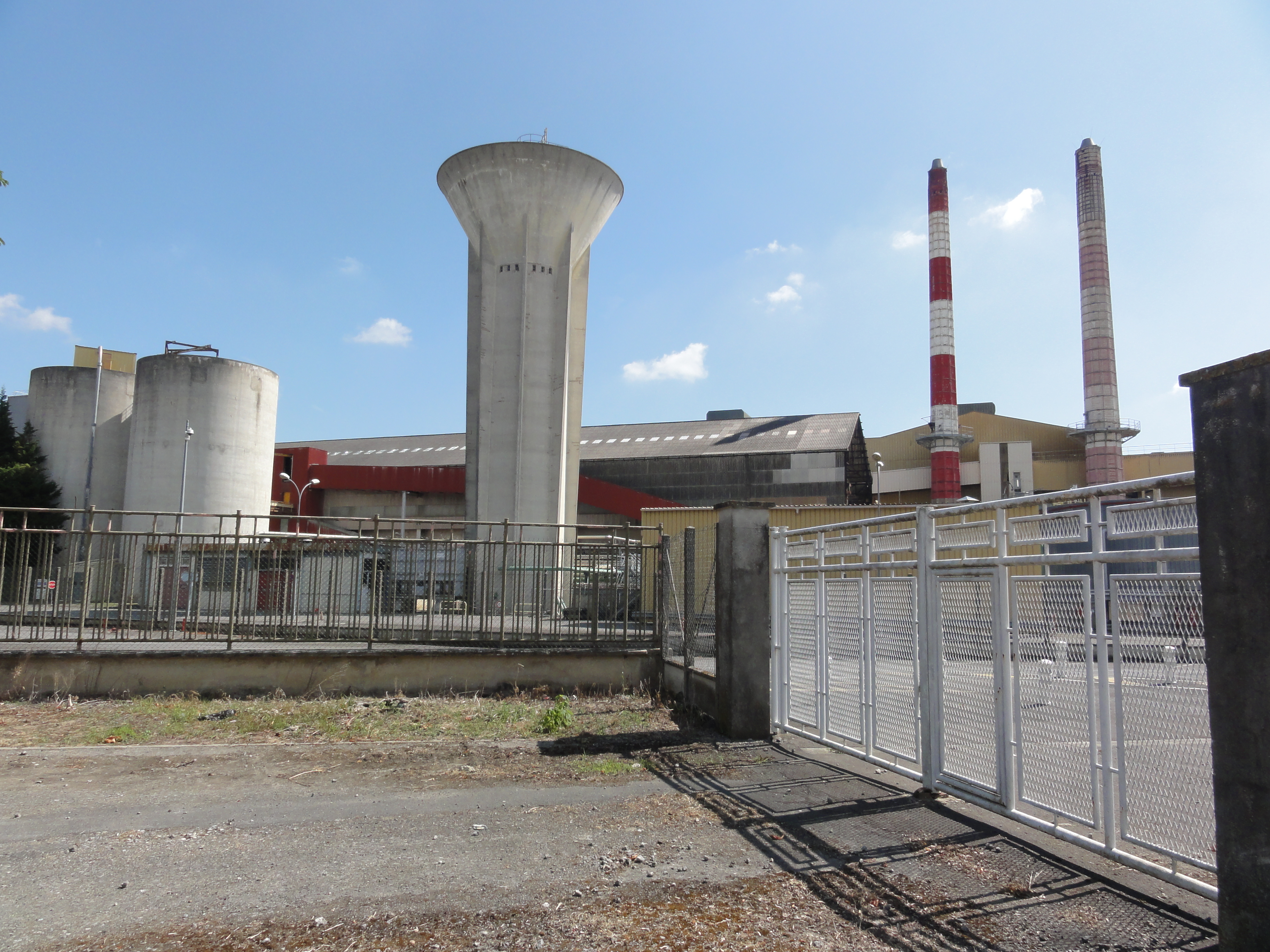
La verrerie de Vauxrot.
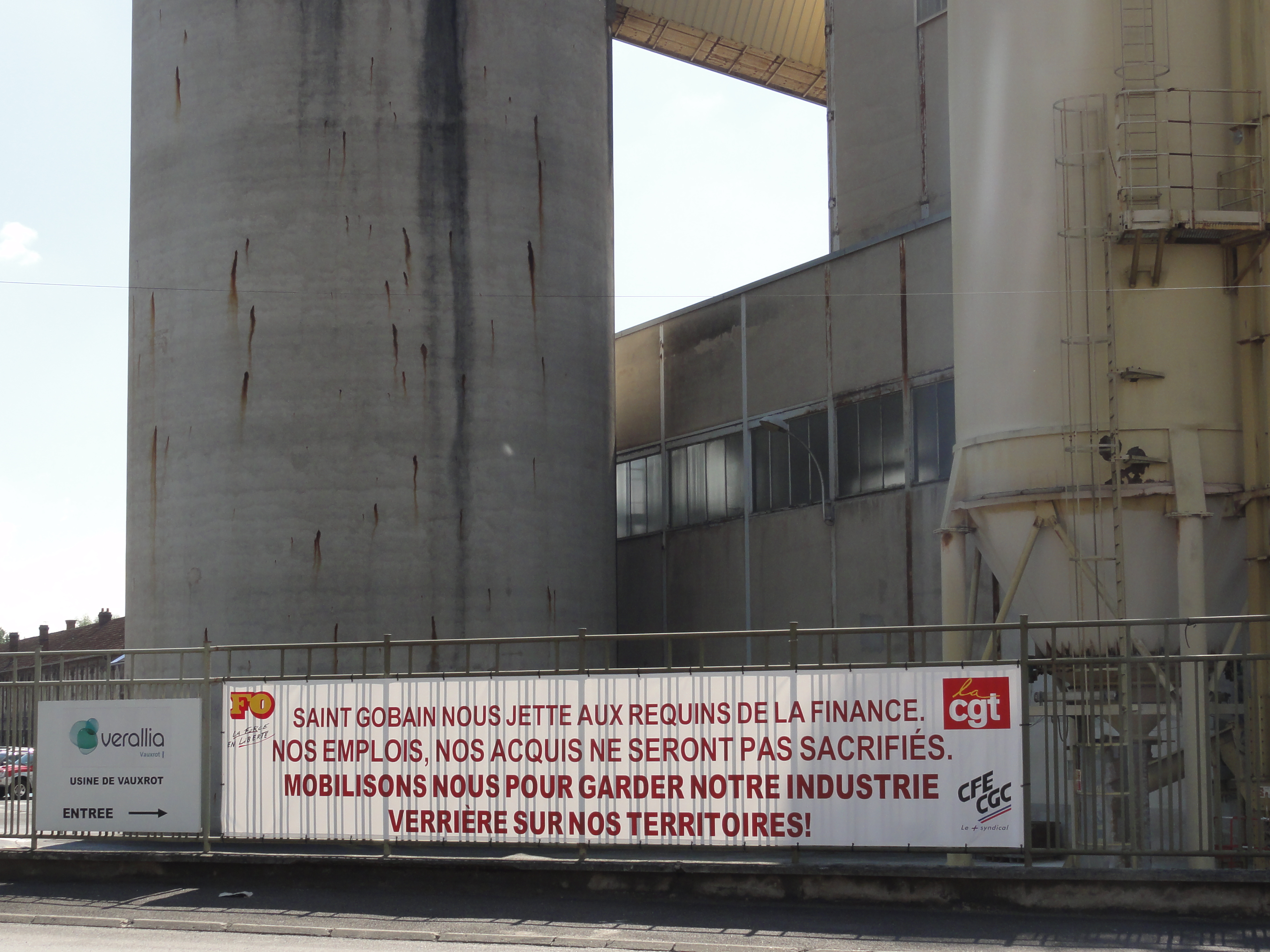
Panneau de protestation contre la vente de la verrerie, juin 2015.
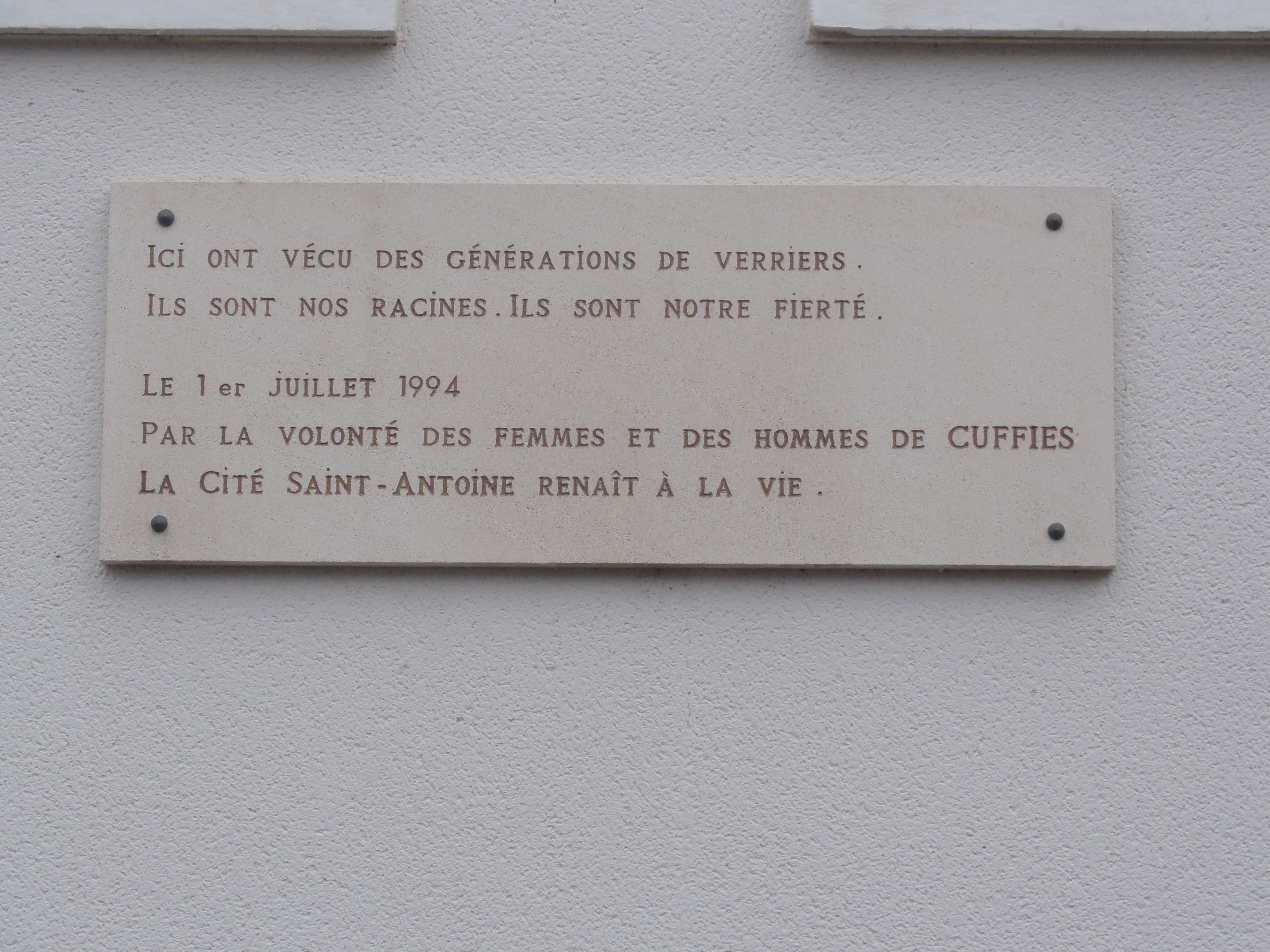
Plaque cité Saint-Antoine, cité des verriers.

## Politique et administration

### Rattachements administratifs et électoraux

#### Rattachements administratifs
La commune se trouve dans l'arrondissement de Soissons du département de l'Aisne.
Elle faisait partie de 1793 à 1973 du canton de Soissons, année où celui-ci est scindé et où elle intègre le canton de Soissons-Nord. Dans le cadre du redécoupage cantonal de 2014 en France, cette circonscription administrative territoriale a disparu, et le canton n'est plus qu'une circonscription électorale.

#### Rattachements électoraux
Pour les élections départementales, la commune fait partie depuis 2014 du canton de Soissons-1.
Pour l'élection des députés, elle fait partie depuis 2012 de la quatrième circonscription de l'Aisne.

### Intercommunalité
Cuffies est le siège de la communauté d'agglomération dénommée GrandSoissons Agglomération, un établissement public de coopération intercommunale (EPCI) à fiscalité propre créé fin 1999  sous le nom de Communauté d'Agglomération du Soissonnais et auquel la commune a transféré un certain nombre de ses compétences, dans les conditions déterminées par le code général des collectivités territoriales.

### Liste des maires
| Période                                  | Période      | Identité                | Étiquette    | Qualité |
| ---------------------------------------- | ------------ | ----------------------- | ------------ | --- |
| Les données manquantes sont à compléter. |              |                         |              | |
|                                          |              |                         |              | |
| 1860                                     | 1873         | Emile Victor Deviolaine | Conservateur | Maître de verrerie Député de l'Aisne (1876 → 1877) Conseiller général du canton d'Oulchy (1877-18??) Président du tribunal de commerce de Soissons |
|                                          |              |                         |              | |
| mars 1977                                | mars 2008    | Jean-Marie Paulin       | PS           | Enseignant, puis Principal de collège Président de la communauté d'agglomération du Soissonnais (2001 → 2008) Chevalier de la Légion d'honneur     |
| mars 2008                                | janvier 2024 | Jean-Pierre Corneille   | PS           | Professeur Démissionnaire |
| janvier 2024,                            | En cours     | Serge Dufour            |              | Enseignant en sciences économiques et sociales |

## Équipements et services publics

### Enseignement
- École maternelle
- École élémentaire
- Collège Maurice-Wajsfelner[Note 5].

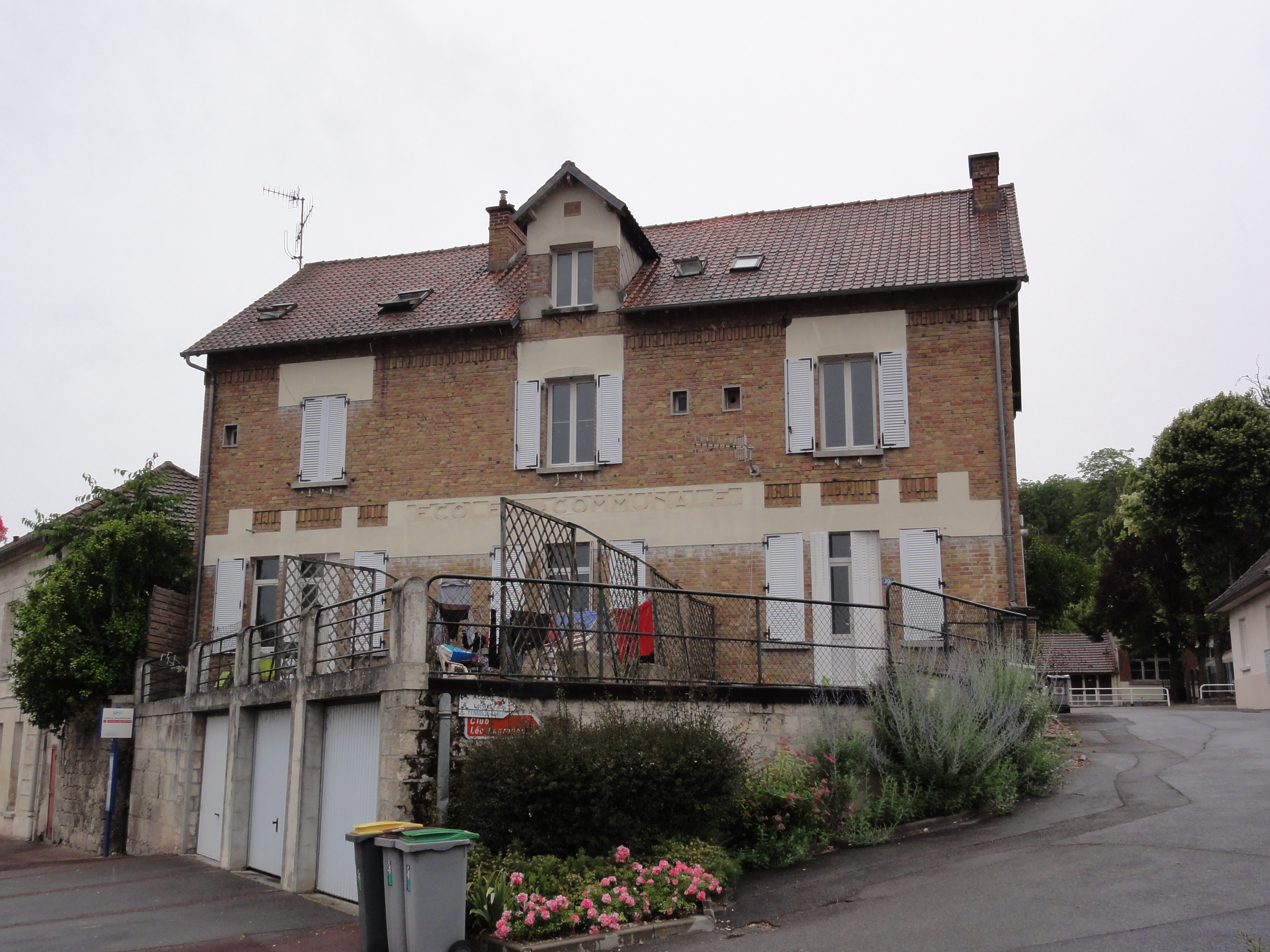
L'école communale.
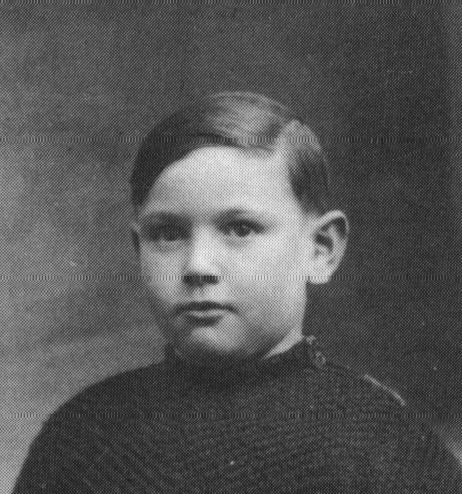
Maurice Wajsfelner, enfant de Cuffies mort en déportation parce que juif. Le collège porte son nom.

L'Université de Picardie Jules-Verne dispose du campus de Cuffies-Soissons, où se trouvent : 
- IUT qualité, logistique industrielle et organisation
- IUT génie électrique et informatique industrielle (ancienne école EDF Électricité de France de 1956 à 1991[30])
- Deug STAPS
- IUT carrières juridiques.

## Population  et société

### Démographie
L'évolution du nombre d'habitants est connue à travers les recensements de la population effectués dans la commune depuis 1793. Pour les communes de moins de 10 000 habitants, une enquête de recensement portant sur toute la population est réalisée tous les cinq ans, les populations de référence des années intermédiaires étant quant à elles estimées par interpolation ou extrapolation. Pour la commune, le premier recensement exhaustif entrant dans le cadre du nouveau dispositif a été réalisé en 2007.

En 2022, la commune comptait 1 760 habitants, en évolution de −2 % par rapport à 2016 (Aisne : −1,97 %, France hors Mayotte : +2,11 %).
| 1793 | 1800 | 1806 | 1821 | 1831 | 1836 | 1841 | 1846  | 1851  |
| ---- | ---- | ---- | ---- | ---- | ---- | ---- | ----- | ----- |
| 575  | 562  | 597  | 567  | 704  | 808  | 910  | 1 052 | 1 027 |

| 1856  | 1861  | 1866  | 1872  | 1876  | 1881  | 1886  | 1891  | 1896  |
| ----- | ----- | ----- | ----- | ----- | ----- | ----- | ----- | ----- |
| 1 040 | 1 130 | 1 126 | 1 162 | 1 270 | 1 233 | 1 286 | 1 358 | 1 500 |

| 1901  | 1906  | 1911  | 1921 | 1926  | 1931  | 1936 | 1946  | 1954  |
| ----- | ----- | ----- | ---- | ----- | ----- | ---- | ----- | ----- |
| 1 440 | 1 499 | 1 552 | 814  | 1 333 | 1 116 | 989  | 1 000 | 1 262 |

| 1962  | 1968  | 1975  | 1982  | 1990  | 1999  | 2006  | 2007  | 2012  |
| ----- | ----- | ----- | ----- | ----- | ----- | ----- | ----- | ----- |
| 1 534 | 1 598 | 1 473 | 1 279 | 1 320 | 1 496 | 1 698 | 1 708 | 1 793 |

| 2017  | 2022  | - | - | - | - | - | - | - |
| ----- | ----- | - | - | - | - | - | - | - |
| 1 789 | 1 760 | - | - | - | - | - | - | - |

## Culture locale et patrimoine

### Lieux et monuments
- Église Saint-Martin.
- Chapelle Saint-Laurent de Vauxrot, dite chapelle de la Verrerie.
- Le monument aux morts.

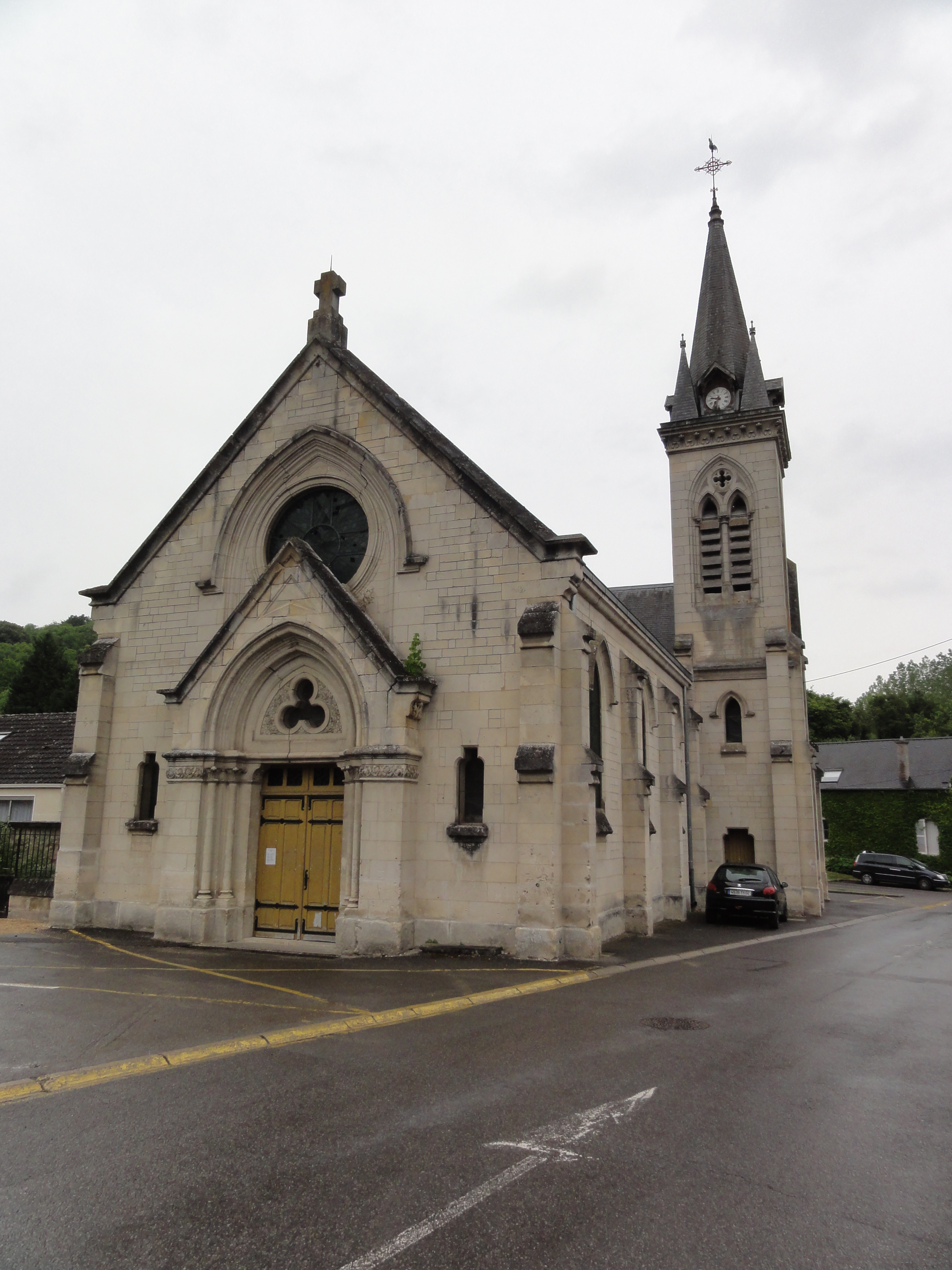
Église Saint-Martin...
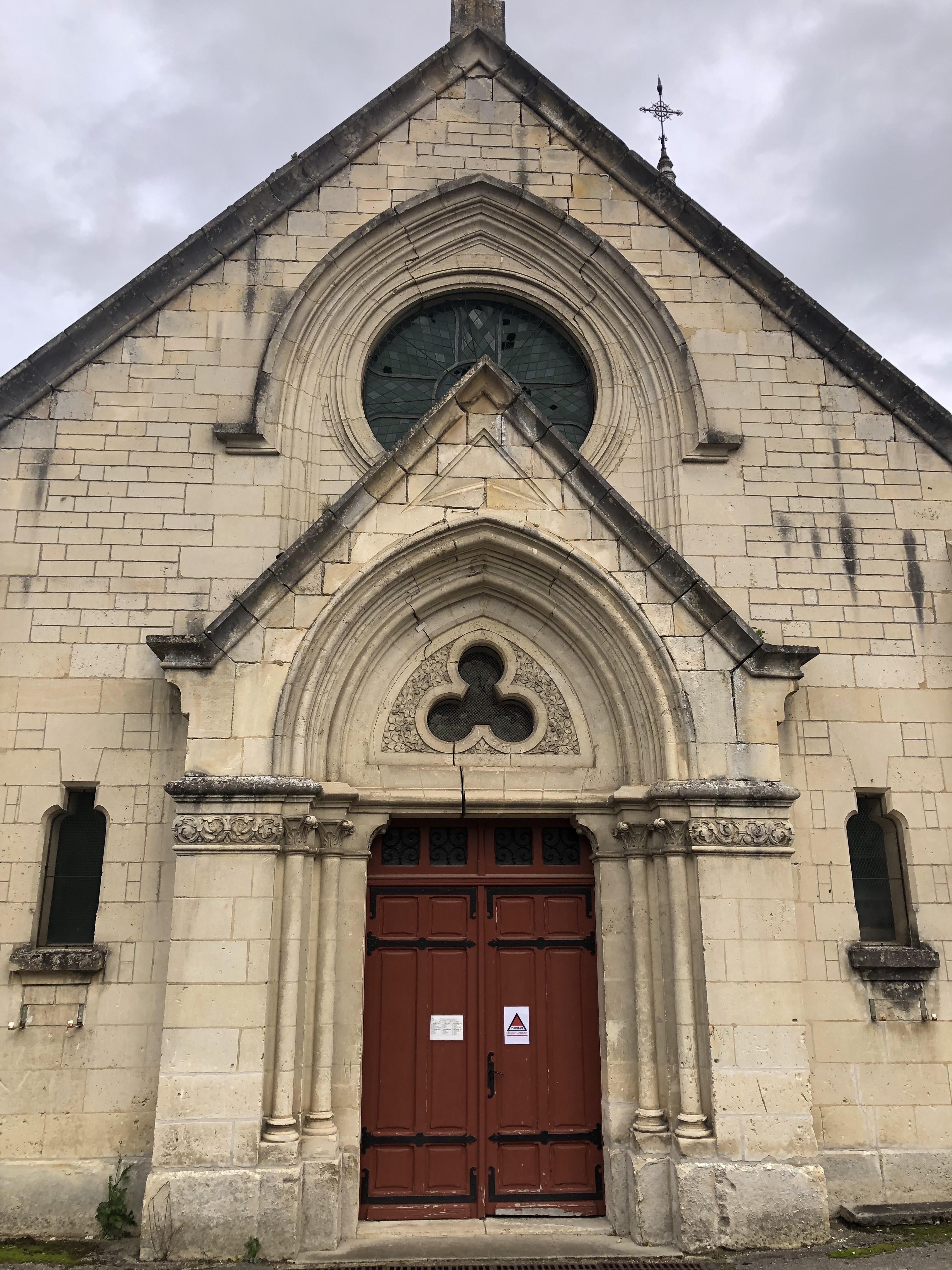
...Sa façade...
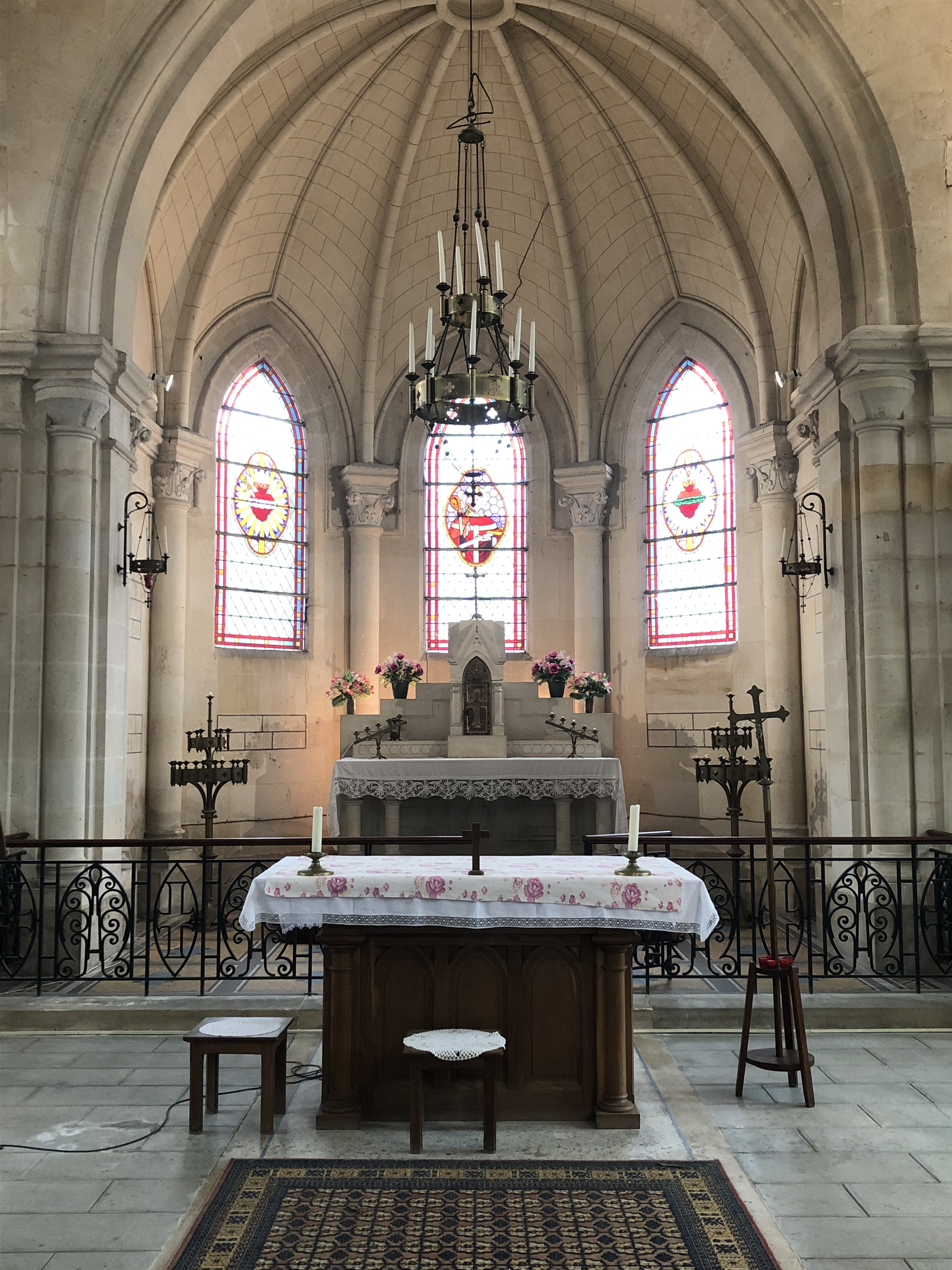
...et son chœur
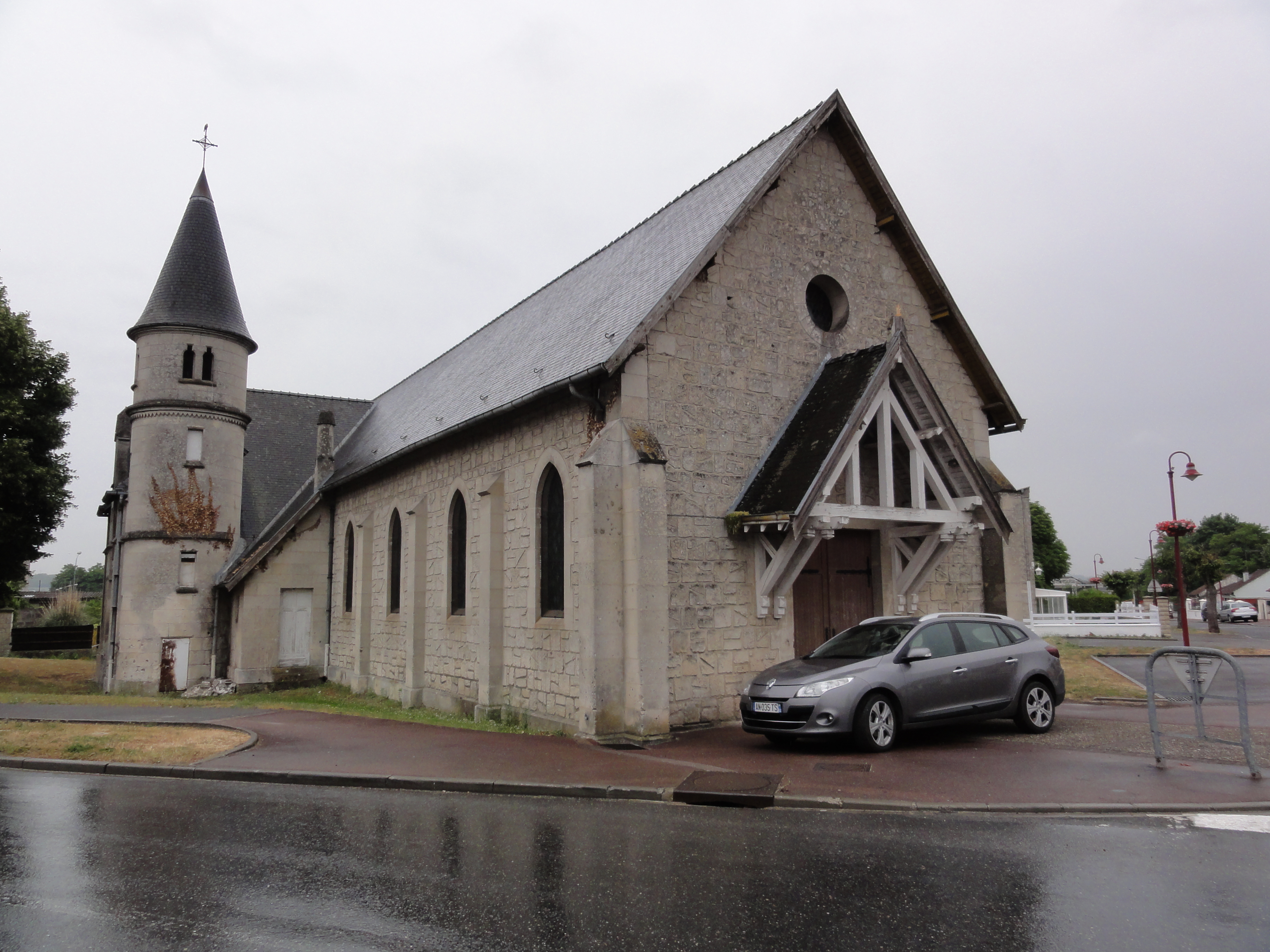
Chapelle Saint-Laurent de Vauxrot.
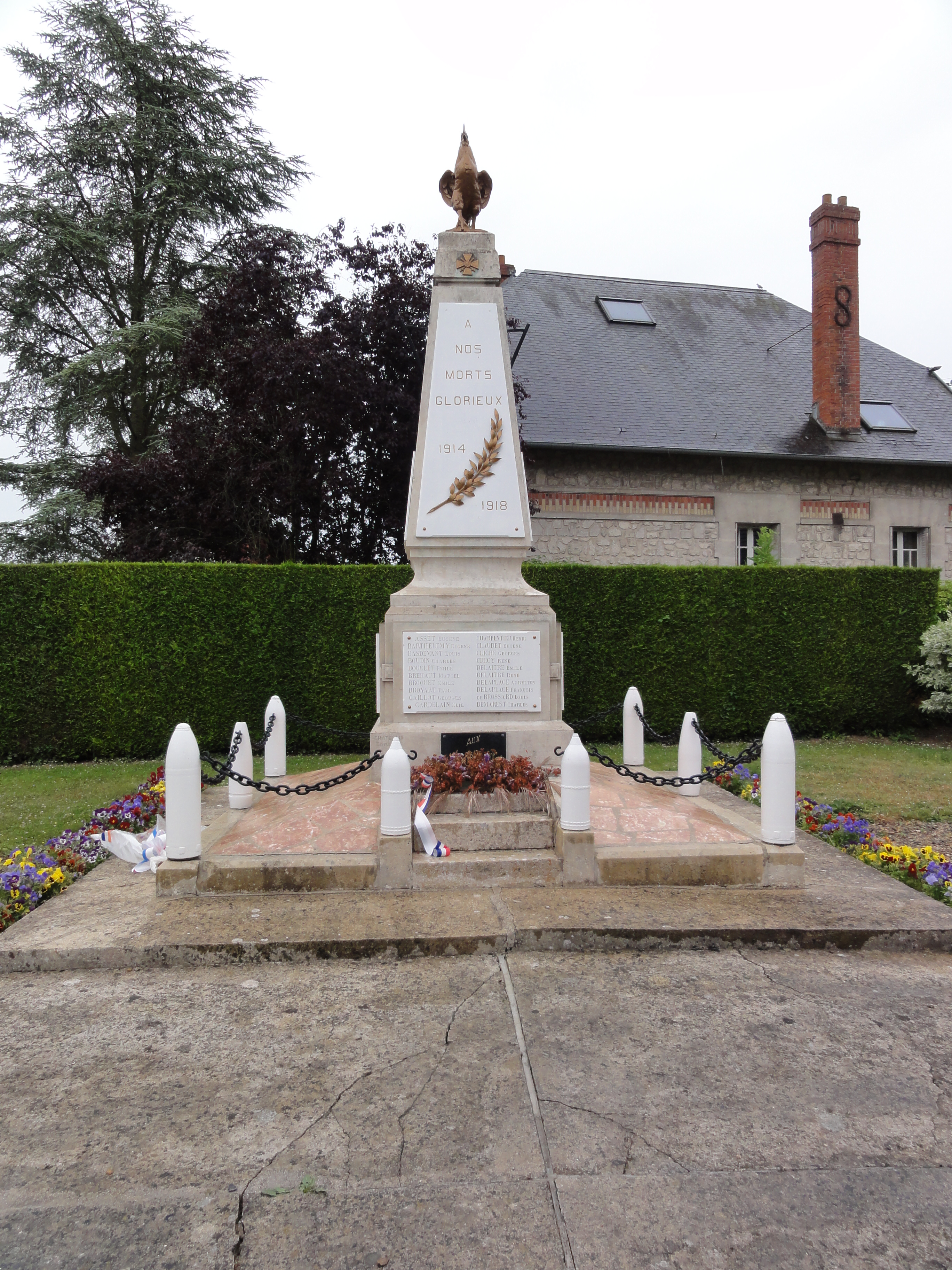
Le monument aux morts.

### Personnalités liées à la commune
- François Flameng (1856-1923), peintre officiel de l'armée, a réalisé de nombreux croquis et dessins de la distillerie de Vauxrot pendant la Grande Guerre, qui sont publiés dans la revue L'Illustration.
- Marc Delatte (1961-), médecin, député (2017-2022) de la Quatrième circonscription de l'Aisne, ancien conseiller municipal de la commune (2014-2020)

## Pour approfondir